# NGC 6970
NGC 6970 é uma galáxia espiral barrada (SBa) localizada na direcção da constelação de Indus. Possui uma declinação de -48° 46' 41" e uma ascensão recta de 20 horas, 52 minutos e 09,4 segundos.
A galáxia NGC 6970 foi descoberta em 2 de Outubro de 1834 por John Herschel.